# Pelourinho da Azambuja
O Pelourinho da Azambuja é um pelourinho localizado na freguesia da Azambuja e no município de Azambuja, Distrito de Lisboa, em Portugal.
Este pelourinho encontra-se classificado como Imóvel de Interesse Público desde 1933.
Implantado na Praça do Município, o pelourinho está localizado no centro da vila de Azambuja, num local urbanizado. A praça onde se encontra, isolado e destacado, tem uma configuração rectangular. Junto a este monumento pode-se também encontrar a Igreja de Nossa Senhora da Assunção ou Igreja Matriz da Azambuja.

## Descrição
A estrutura é em cantaria de calcário. Na base existem três degraus escalonados e de com composição octogonal. Centrando o último degrau, assenta a base do corpo, base essa também octogonal. O fuste é cilíndrico e helicoidal. A decorar o fuste, registam-se filas de rosetas. No topo existe uma pirâmide truncada, que na sua base apresenta quatro pedras de armas (duas reais e duas autárquicas) que apresentam flores-de-liz, folhas de acanto e volutas cantonais. Desta estrutura emergem quatro estruturas em ferro (ferros de sujeição) decorados com motivos zoomórficos.

## Historial
O foral da vila foi concedido por por D. Sancho I no ano de 1200, tendo este sido confirmado em 1218 por D. Afonso II. Em 1272 e 1513, foi renovado o foral, tendo o pelourinho assim sido construído. O pelourinho foi apeado na segunda metade do século XIX visto terem sido efectuadas reformas administrativas por essa altura. No ano de 1968, de destacar o facto de os restos do pelourinho que estavam espalhados pela via terem sido juntos na Praça Serpa Pinto e o facto de ter sofrido intervenção da DGEMN (reconstrução).